# 柳井貴士
柳井 貴士（やない たかし、1975年 - ）は、日本の日本文学研究者、作家。専門は沖縄の近現代文学・文化・映像。作家活動は北原岳名義。

## 来歴
栃木県出身。法政大学文学部日本文学科卒業、早稲田大学第一文学部日本文学科卒業。2010年、早稲田大学大学院文学研究科日本語日本文学コース修士課程修了、2016年、早稲田大学大学院文学研究科日本語日本文学コース博士後期課程満期退学。「現代沖縄文学の研究―〈戦争〉表象を中心に」で博士（文学）（早稲田大学・2016年）。2016年、法政大学沖縄文化研究所国内研究員、2017年、国際交流基金客員研究員、蘭州大学外国語学院日本語学科講師などを経て、愛知淑徳大学創造表現学部講師となり、2024年より同学部准教授。
2020年、投稿論文「大城立裕の文学と思想への一視点――沖縄を問うための問題意識」で暁烏敏賞（第1部門）奨励賞。小説執筆も行っており、2001年8月、投稿作「スプリング・ハズ・カム!」で幻冬舎NET学生文学大賞最終候補となる。2019年11月、投稿作「セカンド・ライフ」で第45回新沖縄文学賞最終候補。2020年、投稿作「ヒカリ指す」が第37回さきがけ文学賞入選、「ゴーストツアー」が第48回琉球新報短編小説賞佳作に入選。2024年、「彩生の祈り」で第11回 ふるさと秋田文学賞（小説の部）を受賞。

## 著作リスト

### 単行本
- 『戦争をめぐる戦後沖縄文学の諸相』（春風社、2025年3月）ISBN 978-4-86816-043-4

### 雑誌等掲載

#### 小説
- 「ヒカリ指す」 - 『秋田魁新報』2020年11月4日 - 14日 連載
- 「彩生の祈り」 - 『第11回ふるさと秋田文学賞受賞作品集』（秋田県、2025年3月）収録

#### 学術論文・評論
- 「織田作之助と映画―織田作之助評価と映画化の関係について」 - 『繍』第20号（早稲田大学大学院文学研究科日本語日本文学コース(近代)、2008）
- 「架空の空間・嘘の創造―織田作之助「わが町」論」 - 『繍』第22号（早稲田大学大学院文学研究科日本語日本文学コース(近代)、2010）
- 「今村昌平『神々の深き欲望』論―作品イメージと安達征一郎をめぐって」 - 『社会文学』第33号（不二出版、2011）
- 「「春婦伝」を原作とした映画の変遷 その差異をめぐって」 -『早稲田大学大学院文学研究科紀要. 第3分冊 3』第57号（2012.2）
- 「不可視なものとの抗いにむけて―目取真俊論」 - 『文藝と批評』106号（文藝と批評の会、2012.11）
- 「語りの位相変化―「カクテル・パーティー」をめぐる沈黙の問題」 - 『社会文学』第39号（不二出版、2014）
- 「織田作之助「素顔」の行方―「俗臭」との関連を通して」 - 『文藝と批評』109号（文藝と批評の会、2014.5）
- 「古川成美『沖縄の最後』におけるテクストの変遷と戦場への眼差し―初出版の問題点と改訂版の差異をめぐって」 -『沖縄文化研究』第41号（法政大学沖縄文化研究所、2015.3）
- 「目取真俊「水滴」論―〈共同体・記憶・水〉をめぐって」 - 『文藝と批評』111号（文藝と批評の会、2015.5）
- 「又吉栄喜初期作品における〈少年〉をめぐって―施政権返還後の沖縄文学の動向」 -『早稲田大学大学院文学研究科紀要. 第3分冊 3』第61号（2016.2）
- 「又吉栄喜「ジョージが射殺した猪」論―占領時空間の暴力をめぐって」 -『沖縄文化研究』第43号（法政大学沖縄文化研究所、2016.3）
- 「古川成美『死生の門』におけるテクスト生成と作品企図―〈形容の脚色〉を帯びた物語の行方」 - 『沖繩文化』第119号（『沖繩文化』編集所、2016.6）
- 「池宮城積宝「奥間巡査」論―沖縄近代化における二重<疎外>の物語」 -『近代文学研究』第30号（日本文学協会近代部会、2017）
- 「沖縄戦をめぐる内部葛藤の物語―大城立裕「棒兵隊」論」 -『沖縄文化研究』第44号（法政大学沖縄文化研究所、2017.3）
- 「過渡期沖縄の〈教育〉をめぐる物語―山城正忠「九年母」論」 - 『日本文学誌要』第96号（法政大学国文学会、2017.7）
- 「石野径一郎『ひめゆりの塔』論―その周辺と内容をめぐって」 - 『近代文学研究』第31号（日本文学協会近代部会、2019）
- 「大城立裕の文学形成と『琉大文学』の作用― 一九五〇年代の〈沖縄〉文学をめぐって」 -『沖縄文化研究』第46号（法政大学沖縄文化研究所、2019.3）
- 「資料紹介 大城立裕と上海―沖縄県立図書館蔵大城立裕未発表原稿「月の夜がたり」」 - 『昭和文学研究』第79集（昭和文学会、2019.10）
- 「沖縄において歌唱された「海ゆかば」をめぐって」 -『戦争と萬葉集』第2号（戦争と萬葉集研究会、2020.2）
- 「明治期沖縄の散文小説をめぐる一断面 三面子「迷ひ心」論」 -『国文学研究』第190集（早稲田大学国文学会、2020.3）
- 「又吉栄喜「ジョージが射殺した猪」論―〈模倣〉と〈承認〉による「米兵」化をめぐって」 -『文学・語学』228号（全国大学国語国文学会、2020.4）
- 「〈ゴジラ〉から〈メカゴジラ〉へ―「怪獣」の沖縄来島をめぐる考察」 - 『アジア・文化・歴史』第11号（アジア・文化・歴史研究会、2020.7）
- 「映画『Aサインデイズ』論―接触領域としてのコザと〈空白〉の年次」 -『愛知淑徳大学論集・創造表現学部篇』第11号（2021.3）
- 「織田作之助「俗臭」論―削除処分と改稿された「物語」の考察」 -『社会文学』第53号（不二出版、2021.3）
- 「沖縄におけるゾンビの可能性―沖縄の歴史と映像コンテンツを中心に」 -『JunCture 超域的日本文化研究』第12号（名古屋大学大学院人文学研究科附属超域文化社会センター、2021.3）
- 「意味の空白・空白の記憶―目取真俊「伝令兵」論」 -『日本文学誌要』第104号（法政大学国文学会、2021.8）
- 「ゴジラが沖縄をめざすとき――円谷英二を遠く離れて」 - 『ユリイカ』2021年10月号（青土社）
- 「又吉栄喜「豚の報い」論─物語基点としての〈豚〉と変容する〈御嶽〉─」 -『昭和文学研究』第83集（昭和文学会、2021.10）

### その他
- 「マスクの向こうのやさしい表情――中国からのおくりもの」 - 『おくりもの 第18回掌編自分史作品集』（かすがい市民文化財団、2021年3月）収録
- 「大城貞俊『風の声・土地の記憶』インパクト出版会」（書評） - 『図書新聞』2021年10月30日号
- タイトル不詳 - 『中国生活を支えた仲間 -第四回「忘れられない中国滞在エピソード」受賞作品集-』（段躍中編、日本僑報社、2021年11月）[10]収録